# Rita Rockt
Rita Rockt ist eine US-amerikanische Sitcom, die am 20. Oktober 2008 auf Lifetime Premiere hatte. Die deutsche Erstausstrahlung war ab dem 29. Oktober 2010 auf Vox im Nachtprogramm zwischen 4 und 6 Uhr zu sehen. Seit April 2011 wurde die Serie auch auf ORF 1 ausgestrahlt. Aufgrund mangelnder Quoten wurde die Produktion der Serie nach zwei Staffeln eingestellt.

## Handlung
Rita ist nicht nur eine stark beanspruchte Mutter und Ehefrau aus Detroit, sondern arbeitet auch noch Teilzeit in einem Job, den sie nicht besonders mag. Nachdem sie in der Garage ihre alte Gitarre findet, entschließt sie sich, zusammen mit ihrem Nachbarn Owen, der Postbotin Patty und dem Freund ihrer Tochter Kip eine Garagen-Band zu gründen. Doch das bedeutet noch mehr Stress! Rita versucht Job und Familie unter einen Hut zu bekommen und schlittert so von einem Chaos ins nächste.

## Charaktere

### Hauptrollen
- Rita Clemens (Nicole Sullivan): Rita Clemens ist eine hart arbeitende Mutter und mitten in der Midlife Crisis. Auch wenn sie das selber nie zugeben würde. Sie ist der Leader ihrer Garagenband und nebenbei Assistant Manager von Bed Bath & Max.
- Jay Clemens (Richard Ruccolo): Jay ist Ritas Ehemann und er gibt sein bestes um Rita und ihre Band zu unterstützen. Ebenso wie Rita stolpert er dabei von einem Fettnäpfchen ins nächste.
- Patty Mannix (Tisha Campbell-Martin): Patty arbeitet bei der Post und ist Ritas beste Freundin. Sie hat Rita dazu gebracht wieder Gitarre zu spielen, was schließlich zur Gründung der Band führte.
- Hallie Clemens (Natalie Dreyfuss): Ritas geistesabwesende und rebellierende Tochter. Sie arbeitet ebenfalls bei Bed Bath & Max und sendet ständig SMS von ihrem Handy.
- Shannon Clemens (Kelly Gould): Ritas neun Jahre alte Tochter. Sie geht auf eine Schule für hochbegabte Kinder und träumt von Space Camps und davon Astronautin zu werden.
- Kip (Ricky Ullman): Sein richtiger Name ist Skip; Er ist Hallies fester Freund und Drummer in Ritas Band. Seine Eltern leben getrennt
- Max: Rita & Jays neues baby. Er kommt im Season 2 Finale, "Born In The USA". zur Welt.

### Nebenrollen
- Owen Delgado Jr. (Ian Gomez): Owen ist Ritas Nachbar und als Bassist in ihrer Garagen Band tätig.
- Audrey (Lauren Bowles): Owens Ehefrau und Mutter seiner zwei Kinder. Sie liebt ihren Job mehr als ihren Mann.
- Chuck (Duane Martin): Ritas neuer Nachbar. Chuck war früher Baseballspieler.
- Marilyn (Swoosie Kurtz): Ritas Mutter, die in vier Episoden zu Besuch kommt.
- Rusty (Paul Vato): Rusty ist der Besitzer der Bowlingbahn, in der Ritas Band das erste Mal Live spielte.

### Gastauftritte
| Gast Star        | Staffel | Charakter                                                                   |
| ---------------- | ------- | --------------------------------------------------------------------------- |
| Mindy Sterling   | 1       | Mrs. Portman, Kundin im Bed Bath & Max                                      |
| Tony Danza       | 1       | Jays Boss                                                                   |
| Andrew J. West   | 1       | Craiger                                                                     |
| Harry Shum Jr.   | 1       | Zach                                                                        |
| Craig Gellis     | 1       | Grungy Counter Guy                                                          |
| Brooklyn McLinn  | 1       | Roger                                                                       |
| Bayne Gibby      | 1       | Genna, Kundin im Bed & Bath Max                                             |
| Deborah Gibson   | 1       | Cindy Schatz (Ritas alte Band Freundin)                                     |
| Melissa Peterman | 1, 2    | Jennifer                                                                    |
| Jessie Pavelka   | 1       | Jessie (Er selbst) Pattys Trainer                                           |
| Mimi Kennedy     | 1       | Tante Mavis (Jays Tante, die einen Graul gegen Rita hat)                    |
| Maz Jobrani      | 1, 2    | Mr.A'abear (der Manager von Bed and Bath Max und somit Rita & Hallies Boss) |

## Episodenliste
Staffel 1
- 1. Garagen-Rock
- 2. Auf den Hund gekommen
- 3. Alles Roger
- 4. Jungbrunnen
- 5. Verzettelt
- 6. Sturmfrei
- 7. Das erste Mal
- 8. Pokerface
- 9. Unter Druck
- 10. Auszeit
- 11. Asyl
- 12. Undercover
- 13. Busenfreundin
- 14. Mein Haus, mein Boot, meine...
- 15. It's My Party
- 16. I Can't Make You Love Me
- 17. Get Off Of My Cloud
- 18. Killer Queen
- 19. What's Love Got To Do With It
- 20. We Can Work It Out

Staffel 2
- 21. A Change is Gonna Come
- 22. Breaking Up Is Hard To Do
- 23. Nothing's Gonna Change My World
- 24. Welcome To The Working Week
- 25. Stuck In The Middle With You
- 26. The Shape Of Things To Come
- 27. Mr. Bassman
- 28. Mommy's Alright, Daddy's Alright
- 29. Vogue
- 30. Bad Company
- 31. Why Can't We Be Friends?
- 32. Mother and Child Reunion
- 33. Anchors Aweigh
- 34. Shower the People
- 35. Is She Really Going Out With Him?
- 36. Sympathy For the Devil
- 37. Jingle All the Way
- 38. The Jealous Kind
- 39. Should I Stay or Should I Go?
- 40. Born in The USA

## Sonstiges

### Die Band
| Name                             | Instrument                     |
| -------------------------------- | ------------------------------ |
| Rita Clemens                     | Akustikgitarre / Gesang        |
| Patty Mannix                     | Keyboard / Gesang              |
| Owen Delgado Jr. (bis Staffel 2) | Kontrabass / Hintergrundgesang |
| Kip (Skip)                       | Schlagzeug / Hintergrundgesang |
| Chuck (ab Staffel 2)             | E-Bass / Hintergrundgesang     |